# Kapra (Estland)
Kapra (Duits: Kappra) is een plaats in de Estlandse gemeente Saaremaa, provincie Saaremaa. De plaats heeft de status van dorp (Estisch: küla).
Tot in oktober 2017 lag Kapra in de gemeente Laimjala. In die maand werd Laimjala bij de fusiegemeente Saaremaa gevoegd.

## Bevolking
Het dorp had 19 inwoners op 31 december 2011 en 15 inwoners op 31 december 2021.

## Geschiedenis
Kapra werd voor het eerst genoemd in 1571 onder de naam Kappera, een Wacke, een administratieve eenheid voor een groep boeren met gezamenlijke verplichtingen. De nederzetting heeft bij verschillende landgoederen gehoord. In 1750 werd Kapra een apart landgoed, dat toebehoorde aan de Russische staat. Na de Grote Noordse Oorlog en de pestepidemieën die deze met zich meebracht was het gebied ontvolkt en lag het braak. In 1798 was Kapra een dorp dat niet meer bij een landgoed hoorde.